# Рюдзодзи Тикаиэ
Рюдзодзи Тикаиэ (яп. 龍造寺 周家, 1504 — 7 марта 1545) — самурай периода Сэнгоку. Отец даймё Рюдзодзи Таканобу.

## Биография
Родился в 1504 году в семье Рюдзодзи Иэсуми, представителя ветви Мидзугаэ рода Рюдзодзи.
Тикаиэ усыновил его дядя, Рюдзодзи Иэкадо, который, как предполагается, был следующим главой семьи Мидзугаэ-Рюдзодзи. В 1545 году родной и приёмный отцы Тикаиэ (Иэсуми и Иэкадо), его младшие братья (Сумииэ , Ёрисуми) и многие другие члены семьи подверглись чистке.
Считается, что Тикаиэ вместе с Иэсуми был убит Бабой Ёритикой. По другой версии, Тикаиэ и его отец потерпели поражение в бою и бежали, а позже были убиты, направляясь к своему господину Сёни Фуюхисе в поисках оправдания.

## Семья
Рюдзодзи Тикаиэ был женат на Кэйгин-ни (1509—1600), дочери Рюдзодзи Танэкадзу. В 1556 году вдова Кэйгин-ни повторна вышла замуж за Набэсиму Киёфусу.
Дети от Кэйгин-ни:
- Рюдзодзи Таканобу, старший сын

Дети от неизвестной матери:
- Рюдзодзи Нобутика, второй сын
- Рюдзодзи Наганобу, третий сын
- жена Яэ Мунэтэру
- жена Инудзуки Наосигэ